# فرانک پاگلزدورف
فرانک پاگلزدورف (آلمانی: Frank Pagelsdorf؛ زادهٔ ۵ فوریهٔ ۱۹۵۸) سرمربی فوتبال اهل آلمان است.
از باشگاه‌هایی که سابقاً در آنها مربیگری کرده می‌توان به یونیون برلین، هانزا روستوک، هامبورگ و النصر امارات اشاره کرد.